# Swiss Re
Swiss Re (Schweizerische Rückversicherungs-Gesellschaft AG, укр. Швейцарське перестрахувальне товариство) — одна з найбільших перестрахувальних компаній у світі. Була заснована в 1863 році. Штаб-квартира компанії знаходиться в Цюриху, Швейцарія.
Наприкінці грудня 2011 року власний капітал компанії склав 29,59 мільярда доларів.

## Історія
Swiss Re була заснована в 1863 році компаніями Helvetia Versicherungen, Schweizerische Kreditanstalt та Basler Handelsbank. В 1910 році у Нью-Йорку було відкрито перше іноземне відділення. У 2001 році компанією був побудований офіс у Лондоні на Сент-Мері Екс 30.
Swiss Re був головним страховиком всесвітнього торгового центру під час терорристичних актів 11 вересня, що призвело до страхового спору з власником, Silverstein Properties. У жовтні 2006 року апеляційний суд Нью-Йорка виніс рішення на користь Swiss Re, заявивши, що знищення башт близнюків було однією подією, а не двома, обмежуючи суму страхового покриття до 3,5 мільярдів доларів США.
В жовтні 2005 року Swiss Re купила GE Insurance Solutions за близько 6,8 мільярда доларів, а разом з компанією отримала також більшу частину страхувального бізнесу американського концерну General Electric. В результаті покупки Swiss Re стала другим за величиною перестрахувальником у всьому світі.

## Діяльність в інших сферах
Компанія неодноразово виступала у якості партнера значної кількості заходів, зокрема:
- З 2017 року виступає в якості золотого партнера Конференції "Ефективне Управління Агрокомпаніями" (LFM) [Архівовано 3 липня 2019 у Wayback Machine.] [4]